# John Wilton (général)
Pour les articles homonymes, voir John Wilton.
John Gordon Noel Wilton, né le 22 novembre 1910 à Sydney et mort le 10 mai 1981 à Canberra, est un senior commander de l'armée de terre australienne.

## Biographie

### Jeunesse et début de carrière
John Wilton, né le 22 novembre 1910 à Sydney, est le deuxième des deux fils des migrants anglais Noel et Muriel Wilton. Noel est ingénieur électricien et déménage avec sa famille à Hobart en 1915 pour occuper un emploi au département hydroélectrique de Tasmanie,. Fréquentant plusieurs écoles, John et son frère Maurice vivent un certain temps à Sydney avec Muriel après la séparation de leurs parents en 1917, avant que Noel ne les ramène à Hobart en 1921. En 1923, il déménage avec eux à Grafton en Nouvelle-Galles du Sud, où il gère le Clarence River County Council. John fréquente la Grafton High School, où il obtient son diplôme de fin d'études. Considéré par sa famille comme un « solitaire », « un penseur clair » et « un homme déterminé et performant », il entre au Collège militaire royal de Duntroon en février 1927, à l'âge de seize ans,. Très tôt, il est soumis à l'habituelle bizutage que les aînés infligent aux cadets plus jeunes, mais il n'est pas connu pour infliger le même traitement aux juniors une fois qu'il atteint la classe supérieure. Bien qu'un peu distant de ses camarades, il s'en sort bien dans les sports d'équipe comme le rugby et le hockey, ainsi que dans la natation et la plongée. Deuxième de sa classe de douze élèves, John Wilton est diplômé de Duntroon le 9 décembre 1930.
En 1930, les effets de la Grande Dépression réduiset les possibilités offertes aux diplômés de Duntroon. Seulement quatre des camarades de classe de John Wilton rejoignent les forces militaires australiennes ; quatre passent à la force aérienne royale australienne (RAAF) et quatre à l'armée britannique. John Wilton fait partie de ces derniers, prenant une commission de second lieutenant dans la Royal Artillery, avec une ancienneté de 22 novembre 1930,. Cherchant un service actif, il demande une affectation en Inde, et s'embarque avec la 6e brigade de campagne pour Bombay en novembre 1931. Il passe les trois années suivantes basé à Fyzabad, près de la frontière népalaise. Promu lieutenant en novembre 1933, il s'entraîne et fait des exercices avec sa batterie, apprend à parler l'ourdou, mais ne participe à aucune action. En février 1935, il est affecté en Birmanie britannique et rejoint la 10e batterie (Abbottabad) de l'artillerie de montagne indienne à Maymyo, près de Mandalay. Selon le biographe David Horner (en), John Wilton a connu sa « première expérience passionnante » en avril 1935, lorsqu'il s'est joint à la chasse à un tigre rebelle et a abattu l'animal alors qu'il attaquait et malmenait l'un de ses compagnons. En novembre, il est en service opérationnel avec son unité lors d'escarmouches avec des tribus locales dans l'État Wa au nord de la Birmanie, à la frontière chinoise,.
Après un congé prolongé de huit mois en 1936, et une affectation dans le corps d'ordonnance de l'armée indienne, John Wilton revient brièvement en Australie pour épouser Helen Marshall le 9 juillet 1938 à l'église St. Andrew's de Summer Hill, en Nouvelle-Galles du Sud,. John avait rencontré Helen, alors infirmière, lors d'un double rendez-vous à Sydney alors qu'il était dans sa dernière année à Duntroon ; le couple a deux fils et une fille,. Lors du même voyage de retour, il a été invité à passer dans l'armée australienne et a accepté. Promu capitaine le 31 décembre 1938, John Wilton termine son service britannique avec une batterie côtière à Karachi, et est commissionné dans l'Artillerie royale australienne le 26 mai 1939,. Grâce à son service dans l'armée britannique en Inde et en Birmanie, il acquiert une expérience régimentaire qu'il n'aurait jamais pu obtenir en Australie, ainsi qu'une compréhension des conditions montagneuses et tropicales qui lui serait utile dans les années à venir,.

### Seconde Guerre mondiale

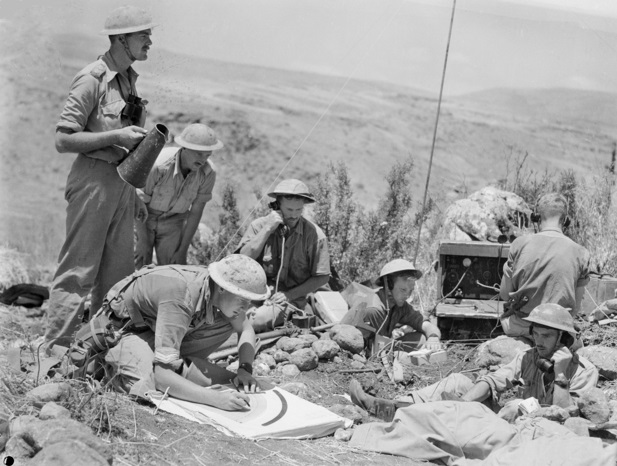
Poste de commandement de la 12e batterie du 2/6e régiment d'artillerie de campagne, pendant la bataille de Merdjayoun, juin 1941.

John Wilton passe un an dans des postes d'artillerie côtière à North Head et Port Kembla avant d'être transféré dans la seconde force impériale australienne. Il est promu major le 7 mai 1940 et se voit confier le commandement d'une batterie du 2/4e régiment de campagne, qui fait partie de la 7e division récemment formée et qui s'embarque pour le Moyen-Orient en octobre. Pendant le voyage, il écrit à sa femme une lettre au cas où il serait tué : « Souvenez-vous de ce qui a toujours été notre devise : rien ne peut nous vaincre, pas même la mort ! ». Nommé major de brigade (en) de la division de l'artillerie royale le 19 mars 1941, John Wilton sert sous les ordres du brigadier Frank Berryman (en) lors de la campagne de Syrie et est chargé de coordonner les opérations lors de la bataille de Merdjayoun en juin,. Affecté à l'état-major du quartier général du 1er corps, Wilton devient officier d'état-major général de grade 2 (artillerie) le 1er novembre ; ce sera la dernière affectation de sa carrière dans l'artillerie,. Il est temporairement promu lieutenant-colonel le 25 novembre,. Le 30 décembre, John Wilton est cité dans les dépêches pour son service au sein de la 7e division,. Il entre à l'école d'état-major du Moyen-Orient à Haïfa en janvier 1942 et obtient son diplôme en mai.
De retour en Australie, John Wilton devient General Staff Officer Grade 1 dans la 3e division du major général Stanley Savige en août 1942. Stanley Savige se souviendra plus tard que « je n'ai jamais eu un personnel aussi compétent, ni une équipe aussi coopérative, que ce personnel après l'arrivée de Wilton ». La 3e division fait partie du 2e corps du lieutenant général Edmund Herring. En octobre, Edmund Herring succède au lieutenant général Sydney Rowell en tant que commandant de la New Guinea Force, et Savige devient commandant de corps par intérim. Stanley Savige se concentre sur le corps d'armée et compte sur John Wilton pour superviser l'entraînement de la 3e division. John Wilton se rend en Nouvelle-Guinée en février 1943 pour reconnaître le terrain et commencer à planifier la future campagne de la division à Salamaua. Il est attaché à la Force Kanga à Wau en mars 1943, avant son absorption par la 3e Division le mois suivant. Herring ordonne que la 3e division « menace » Salamaua, et malgré les tentatives de John Wilton de clarifier précisément ce que cela signifie, l'ordre reste vague. Savige et John Wilton l'interprètent comme signifiant que la 3e division doit s'emparer de Salamaua, alors qu'en fait son objectif principal dans la campagne est de détourner les forces japonaises de Lae. Quoi qu'il en soit, la 3e division progresse régulièrement et, en août, elle doit recevoir l'ordre de ralentir pour que Lae puisse être attaqué avant Salamaua. C'est à John Wilton que revient en grande partie le mérite de la performance de la 3e division. Il reçoit l'Ordre du Service distingué (DSO) pour sa « compétence et son habileté en Nouvelle-Guinée » entre juillet 1942 et avril 1943, la citation est promulguée le 27 avril 1944,.

En septembre 1943, après avoir servi dans la 3e division, John Wilton est affecté à Washington, D.C., en tant qu'officier d'état-major général de la mission militaire australienne. Il passe les mois de novembre et décembre 1944 en Europe, où il observe l'organisation militaire des Alliés. Il est temporairement promu colonel en mai 1945, 
. Sur recommandation de Blamey, John Wilton est honoré pour la « qualité particulièrement élevée » de son travail au sein de l'état-major général en étant nommé Officier de l'Ordre de l'Empire britannique (OBE), promulgué le 6 mars 1947,.

### Carrière d'après-guerre

#### Ascension à la position desenior commander
À la fin des hostilités, John Wilton n'est encore que capitaine en titre, mais le conseil militaire considère qu'il fait partie de ces « officiers prometteurs qui se sont hissés au sommet pendant la guerre » et qu'il mérite donc de conserver son grade du temps de la guerre. Il devient directeur adjoint des opérations et des plans militaires au quartier général de l'armée (AHQ) à Melbourne en mars 1946 et est promu lieutenant-colonel le 30 septembre,. L'année suivante, John Wilton prend en charge les opérations et les plans militaires. Il est promu colonel adjoint le 11 avril 1950, et nommé membre de la mission Bridgeford (en), qui conseille le gouvernement australien sur l'état d'urgence en Malaisie. Lors d'une visite à Singapour en février-mars 1951, en tant que membre d'une équipe de planification conjointe, il exhorte ses homologues britanniques à maintenir leur présence en Malaisie comme base d'une force combinée, sans laquelle l'Australie hésiterait à engager des troupes pour la sécurité de la région. John Wilton quitte son poste à l'AHQ en novembre 1951 et suit les cours de l'Imperial Defence College à Londres en 1952. Après s'être vu confier un commandement de combat pendant la guerre de Corée, il est promu brigadier le 13 mars 1953, arrive à Séoul dans la semaine et prend la tête de la 28e brigade du Commonwealth, succédant à un autre diplômé de Duntroon, le brigadier Thomas Joseph Daly (en), le 25 mars.

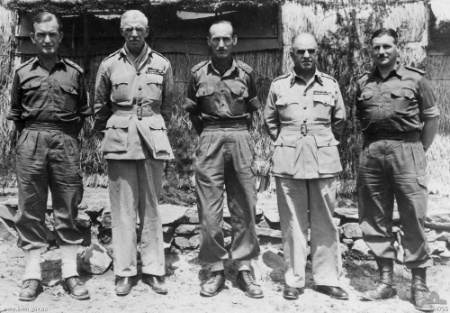
Le brigadier Wilton (au centre), commandant la 28e brigade du Commonwealth en Corée, entouré des lieutenants généraux Sir Sydney Rowell (deuxième à gauche) et Henry Wells (deuxième à droite), en 1953.

La 28e est décrite dans l'histoire officielle de la participation de l'Australie à la guerre de Corée comme la brigade « qui a le plus de nationalités diverses » de la 1re Division du Commonwealth, composée d'unités australiennes, britanniques, indiennes et néo-zélandaises, mais aussi comme étant « une formation remarquablement bien soudée ». Après avoir opéré sur le côté est de la ligne Jamestown à partir d'avril, la 28e brigade est transférée vers l'ouest pour relever la 29e brigade à The Hook, la position la plus vulnérable de la division du Commonwealth, les 9 et 10 juillet. Le 23 juillet à 18h15, John Wilton informe ses chefs de bataillon qu'un armistice est prêt à être signé et qu'il faut maintenir les patrouilles au niveau minimum nécessaire à la sécurité de la ligne. La dernière action de la brigade se déroule au cours des trois jours suivants, lorsqu'elle utilise l'artillerie, les mortiers, les mitrailleuses et les fusils pour repousser un assaut massif des troupes chinoises, leur infligeant des pertes s'élevant jusqu'à 3 000 morts,. John Wilton se souviendra plus tard du « spectacle terrible et épouvantable » du no man's land « littéralement tapissé de cadavres ». Il est présent lors de la cérémonie d'armistice à Panmunjeom le 27 juillet.
Pour son service en Corée, John Wilton est élevé au rang de Commandeur de l'Ordre de l'Empire britannique (CBE) dans les honneurs de l'anniversaire de la Reine le 10 juin 1954. Il se voit également la Légion du mérite des États-Unis pour son « leadership et son esprit d'initiative exceptionnels » ; la décoration est publiée dans le journal officiel le 1er mai 1956,.
Après son retour en Australie, John Wilton est nommé brigadier chargé de l'administration au quartier général du commandement oriental, son premier poste administratif. En novembre 1955, il est affecté à l'état-major général de l'AHQ, où il est responsable du renseignement, des opérations et des plans, et participe aux préparatifs australiens pour les exercices de l'Organisation du traité de l'Asie du Sud-Est (SEATO). Il est promu major général le 24 mars 1957 et devient commandant du Collège militaire royal de Duntroon. Bien que n'étant pas très croyant, John Wilton se considère comme responsable du développement spirituel et moral des jeunes cadets ; il met un point d'honneur à assister régulièrement au défilé religieux et, en 1959, il lance personnellement un appel de fonds publics pour la construction de la chapelle commémorative Anzac du collège, qui doit ouvrir ses portes en 1966,. Son principal objectif est cependant d'ordre académique : préoccupé par le fait que les diplômés risquent d'être distancés par leurs pairs de plus en plus qualifiés dans l'industrie et le service public, il travaille assidûment pour faire de l'école un établissement délivrant des diplômes, ce qui se réalise en 1967,. De juin 1960 à 1962, John Wilton est chef du bureau de planification militaire au siège de l'Organisation du traité de l'Asie du Sud-Est (SEATO) à Bangkok,. Il estime que la Thaïlande est stratégiquement vitale, déclarant que « si l'on veut tenir l'Asie du Sud-Est, il faut tenir la Thaïlande ». Sa position lui permet d'observer de près la détérioration de la situation au Laos, qui menace de s'étendre à la Thaïlande, et l'attention croissante des puissances occidentales pour le Sud-Vietnam. Il est nommé Compagnon de l'Ordre du Bain (CB) lors des Queen's Birthday Honours de 1962, en particulier pour son « dévouement remarquable au devoir et sa détermination sans faille » en tant que commandant de Duntroon,. Le 21 janvier 1963, John Wilton est promu lieutenant-général et devient Chief of the General Staff (CGS), succédant au lieutenant-général Sir Reginald Pollard,. Il est nommé Chevalier Commandeur de l'Ordre de l'Empire britannique (KBE) lors des New Year Honours de 1964.

#### Chief of the General Staff
Suivant l'exemple de l'armée américaine, l'armée australienne remplace en 1960 son ancienne structure divisionnaire « triangulaire », composée de trois bataillons d'infanterie placés sous l'autorité d'un quartier général de brigade, par une organisation « pentropique » composée de cinq bataillons plus importants, sans niveau de brigade entre le quartier général de la division et celui du bataillon. Cela a pour effet de réduire le nombre total de bataillons australiens, tout en augmentant leur force individuelle. John Wilton n'est pas satisfait de la structure pentropique, estimant que le nombre de bataillons, plutôt que leur force relative, est le facteur prépondérant lorsqu'il s'agit d'envisager d'éventuels déploiements à l'étranger. En tout état de cause, les États-Unis abandonnent ce système en juin 1961. En octobre 1964, John Wilton commande une étude qui recommande finalement un retour à la formation triangulaire,. Entre-temps, en réponse à la Konfrontasi Indonésie-Malaisie, le gouvernement australien réintroduit la conscription, que John Wilton combat jusqu'à ce qu'il soit convaincu que le gouvernement ne va pas améliorer suffisamment les salaires et les conditions pour attirer par d'autres moyens les recrues nécessaires pour faire face aux engagements à l'étranger. John Wilton tient à atténuer les préjugés que les membres du service national peuvent avoir à l'égard des soldats réguliers, et vice versa ; lorsqu'il trouve une note d'un comité de l'armée affirmant qu'« il faut reconnaître que l'homme du service national est susceptible d'être un soldat réticent », il y inscrit : « Cette hypothèse n'est pas justifiée ». En février-mars 1965, à la demande du gouvernement malaisien, l'Australie envoie le 1 Squadron du Special Air Service Regiment et le 3e bataillon du Royal Australian Regiment à Bornéo, un engagement que John Wilton estime pouvoir recommander en raison des récentes décisions visant à augmenter le personnel et les effectifs des bataillons de l'armée,.

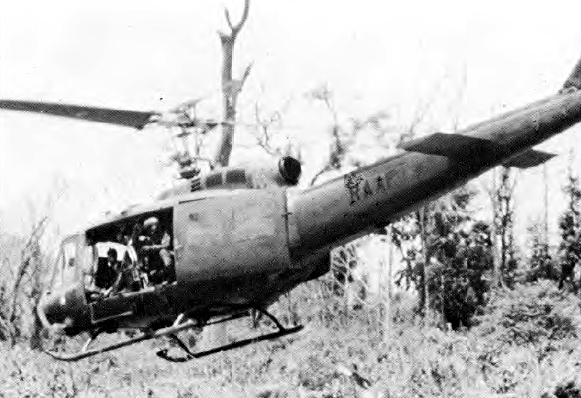
UH-1 Iroquois du No. 9 Squadron RAAF au Vietnam.

À la mi-1964, l'Australie avait déjà envoyé une petite équipe de conseillers militaires, ainsi qu'un vol de DHC-4 Caribou nouvellement acquis, pour aider le gouvernement sud-vietnamien dans sa lutte contre le Viêt-cong,. Le 1st Battalion, Royal Australian Regiment est déployé en mai 1965. Il est rattaché à une brigade de l'armée américaine et John Wilton est chargé de définir ses paramètres opérationnels. En août, il recommande à son homologue de la RAAF, l'Air Marshal Alister Murdoch, l'envoi de deux hélicoptères UH-1 Iroquois au Viêt Nam. John Wilton pense que les deux services bénéficieraient d'une familiarisation avec les opérations air/sol dans la région avant tout engagement à grande échelle des forces australiennes. Il est exaspéré lorsqu'Alister Murdoch rejette l'idée pour des raisons de ressources, malgré le fait que les deux tiers des UH-1 de la RAAF ont été justement achetés dans le but d'une coopération avec l'armée. Selon l'histoire officielle de l'armée de l'air d'après-guerre, lorsque le gouvernement fédéral a déployé le No. 9 Squadron RAAF et ses UH-1 au Viêt Nam moins d'un an plus tard, l'unité n'était pas suffisamment préparée aux opérations de combat,.
John Wilton soutient la demande de la RAAF pour que le commandant adjoint des forces australiennes au Viêt Nam soit un air officer, malgré les doutes de certains hauts responsables de l'armée et le fait qu'une nomination de ce niveau ne correspond pas aux engagements relatifs des services dans le conflit. Dans ce que l'histoire officielle de l'Australie dans la guerre du Viêt Nam décrit comme une « approche pragmatique et prévoyante », John Wilton exprime l'espoir qu'un tel arrangement permettrait à l'armée de l'air de mieux comprendre la coopération terrestre et aérienne, et d'éviter « des divergences de vues croissantes sur les concepts stratégiques et tactiques avec les forces armées australiennes ».
À la suite de la décision du gouvernement fédéral en mars 1966 d'envoyer une force opérationnelle de deux bataillons au Viêt Nam, John Wilton négocie avec les commandants américains et sud-vietnamiens une zone d'opérations autonome pour les Australiens, dans la province de Phuoc Tuy, où ils peuvent fonctionner avec un degré raisonnable d'indépendance,. Il approuve également le choix de Nui Dat, au centre de la province, à l'avant des principales zones de population, comme base principale de la force opérationnelle, malgré son éloignement des unités de soutien de Vung Tau et l'effort supplémentaire nécessaire pour la défendre. John Wilton rejette un rôle mobile pour les Australiens qui les aurait placés sous le contrôle d'une division américaine car, selon lui, « leurs opérations devenaient un peu un hachoir à viande » avec « d'énormes pertes ». Le 19 mai 1966, il succède à l'Air Chief Marshal Sir Frederick Scherger en tant que président du Comité des chefs d'état-major (CCOSC), un poste qui préfigure celui du Commandant en chef des Forces armées moderne,. Le lieutenant général Daly lui succède au poste de CGS. Selon l'histoire officielle, le moment du transfert du CCOSC était « particulièrement important » car il « coïncidait avec le passage au Viêt Nam d'une force de l'armée responsable devant le Chief of the General Staff à une force combinée responsable devant le président du Chiefs of Staff Committee. Wilton a donc assumé ses responsabilités concernant l'engagement au Viêt Nam dans le cadre de sa nouvelle fonction ».

#### Chairman of the Chiefs of Staff Committee

##### Vietnam
John Wilton accepte la théorie des dominos et ne faiblit jamais dans son engagement au Viêt Nam, mais dès le milieu de l'année 1967, il doute que la guerre puisse être gagnée si les États-Unis ne sont pas prêts à aller jusqu'au bout et à envahir le Nord,. Prudent quant à l'élargissement de l'engagement australien, il préconise le déploiement d'un escadron de chars Centurion plutôt que d'un troisième bataillon d'infanterie lorsqu'il s'agit d'augmenter les effectifs de la force opérationnelle au Viêt Nam, mais le gouvernement fédéral finit par annoncer les deux engagements en octobre 1967. John Wilton conseille également au gouvernement de rejeter toute demande du commandement américain au Viêt Nam de transférer la force opérationnelle australienne hors de Phuoc Tuy et de démontrer ses capacités dans un cadre opérationnel plus large, arguant qu'il estplus important pour les troupes de rester dans la campagne qu'elles connaissent et de continuer à nouer des relations avec la population locale.
Le conflit entre l'armée et la RAAF concernant le soutien aérien se poursuit, et John Wilton supervise les discussions entre Daly et Murdoch qui aboutissent à la création d'une organisation aérienne distincte pour l'armée, conduisant à la formation du Corps de l'Australian Army Aviation en juillet 1968. Le 22 août, le gouvernement fédéral annonce que John Wilton va être promu général à compter du 1er septembre, en reconnaissance de sa « une contribution exceptionnelle au Commonwealth dans le cadre de sa fonction actuelle ». Il est le premier officier australien à obtenir ce grade depuis Blamey, vingt-sept ans auparavant.

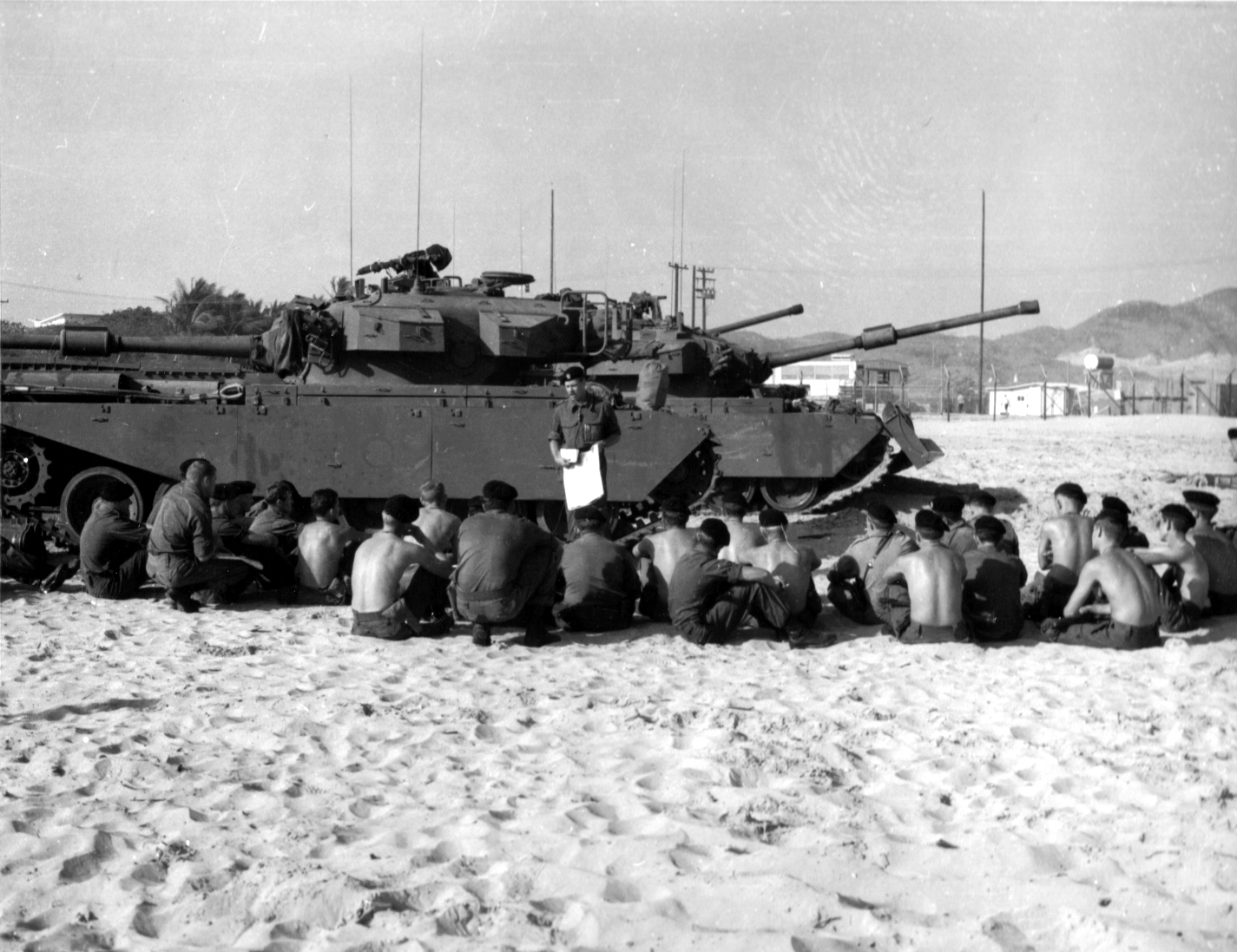
Les chars Centurion du 1er régiment blindé australien à Vung Tau, au Sud-Vietnam, en 1968.

Les réductions des troupes américaines en 1969 dans le cadre de la politique de vietnamisation du président Richard Nixon conduisent à des demandes croissantes de retraits similaires des troupes australiennes. John Wilton, Daly et d'autres officiers supérieurs font valoir que la nature « équilibrée » de la force opérationnelle australienne est compromise par un retrait au coup par coup et que la seule forme de réduction valable est « un seul retrait, tous les retraits » ; le gouvernement opte pour un retrait progressif, retirant un bataillon en octobre 1970 et les deux autres en octobre et décembre 1971,. La nature conflictuelle de la guerre provoque des conflits au sein de la propre famille de John Wilton ; où tous ses enfants s'opposent activement et, en septembre 1969, son fils Robert brûle publiquement son avis d'exclusion du service militaire devant le Parliament House, à Canberra, après avoir appelé les étudiants de l'Université nationale australienne à ne pas s'inscrire pour le service national. Le Canberra Times publie un article sur l'incident du Parlement, accompagné d'une photo de Robert en train de brûler son avis. En tant que soldat le plus ancien d'Australie, John Wilton refuse de commenter la situation ; Robert déclare que son père et lui respectent les points de vue de l'autre et que les relations au sein de la famille restent amicales,.
L'un des aspects les plus controversés de la conduite de la guerre du Viêt Nam par l'Australie est l'utilisation d'un champ de mines autour de Phuoc Tuy de 1967 à 1969. John Wilton maintient que le champ de mines est déjà en cours de construction lorsqu'il en a connaissance pour la première fois, et qu'il considère que la décision relève de la compétence du commandant sur le terrain, le brigadier Stuart Clarence Graham. Confronté à l'augmentation des pertes parmi les troupes australiennes en raison des mines manifestement retirées de la zone par le Viêt-cong, il souligne que les Sud-Vietnamiens, qui sont censés patrouiller dans le champ de mines, ne jouent pas leur rôle. John Wilton estime en outre que le champ de mines est une solution innovante aux problèmes rencontrés par la force opérationnelle et que la décision du commandant de le mettre en œuvre est « mieux que de rester les bras croisés et de ne rien tenter ». Il  rejette les suggestions des critiques selon lesquelles le champ de mines est « la plus grosse erreur » commise par l'Australie au Viêt Nam, déclarant que cela revient à « faire preuve de sagesse après coup »,.

##### Aspirations communes en matière de défense

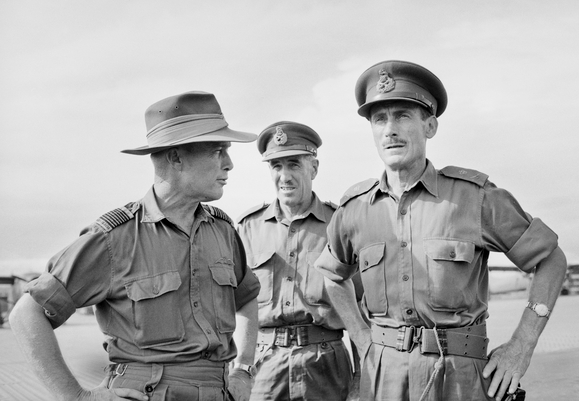
Le lieutenant-général Wilton, président du comité des chefs d'état-major, avec le Group Captain Peter Raw (à gauche) et le major-général Kenneth MacKay (au centre) à l'aérodrome de Vung Tau, au Sud-Vietnam, en 1966.

Le poste de John Wilton en tant que CCOSC n'a pas d'autorité statutaire sur les chefs de l'armée de terre, de la marine et de l'armée de l'air, ni de ligne de commandement directe avec les forces australiennes au Viêt Nam. David Horner a noté qu'en cas d'urgence, John Wilton « devait émettre des directives et chercher à les faire approuver a posteriori par le ministre ou le comité des chefs d'état-major ». Selon l'historien Eric Andrews, Wilton « s'est plaint de son manque de maîtrise des services et de la nécessité d'une réforme organisationnelle ». Alors qu'il était CGS, il avait rejoint Scherger pour réclamer une organisation unique de la Force de défense australienne avec un seul ministre de la défense, contrairement à l'arrangement actuel où chaque service fonctionnait avec une quasi-autonomie, soutenu par son propre ministre et son propre département,. En juillet 1967, il devient membre du comité Tertiary Education (Services' Cadet Colleges) chargé de planifier une académie militaire pour les trois services, qui a finalement ouvert ses portes en 1986 sous le nom d'Académie des forces de défense australiennes. Il réussit également à faire adopter un plan visant à créer, en 1970, la Joint Intelligence Organisation en remplacement de l'ancien Joint Intelligence Bureau et de trois groupes de renseignement à service unique,.
En 1967, puis en 1970, John Wilton recommande la création d'un conseil d'administration de la défense unique, composé du ministre de la défense, du secrétaire à la défense, du CCOSC et des trois chefs de service, qui reprendrait les fonctions des conseils de l'air, de l'armée et de la marine, ainsi que celles de leurs ministres respectifs. Bien que cela n'abouti pas à l'époque, John Wilton est consulté par le parti travailliste avant qu'il ne commence à réorganiser le ministère de la Défense peu après la défaite des libéraux aux élections fédérales de décembre 1972. L'année suivante, les ministères à service unique sont supprimés en faveur d'un ministère de la défense global ; en 1984, le poste de CCOSC évolue pour devenir le Chief of the Defence Force, qui commande directement les trois services armés par l'intermédiaire de leurs chefs respectifs.

### Fin de vie
Le 23 novembre 1970, l'amiral Sir Victor Smith succède à John Wilton au poste de CCOSC et prend sa retraite de l'armée,. Il travaille ensuite  au sein de la commission Kerr, qui a examiné les salaires et les conditions de travail dans les forces armées, et s'est rendu dans plusieurs bases à l'étranger, notamment à Nui Dat et à Vung Tau. WJohn Wilton termine sa carrière en tant que diplomate, occupant le poste de consul général d'Australie à New York de septembre 1973 à novembre 1975,. En 1979, il devient l'un des premiers parrains du Comité du traité aborigène, qui plaide en faveur d'un traité entre le gouvernement fédéral et les représentants aborigènes. Il meurt d'un cancer de la prostate à son domicile de Canberra le 10 mai 1981, à l'âge de 70 ans,. John Wilton laisse dans le deuil sa femme et ses enfants, il a droit à des funérailles militaires à Duntroon, dans la chapelle commémorative de l'Anzac qu'il avait contribué à fonder, et est incinéré au crématorium de Norwood Park, à Canberra,.

## Postérité
Réfléchissant à la participation de l'Australie à la guerre du Viêt Nam, John Wilton estime qu'elle était justifiée et que l'intervention de l'Occident a contribué à retarder de près d'une décennie la prise de contrôle du Sud-Viêt Nam et la propagation du communisme au Laos et au Cambodge. « Si cela en valait la peine », il ajoute « c'est à l'historien d'en juger ». La principale leçon à tirer, selon lui, est qu'il ne faut pas intervenir dans un conflit « si l'on n'est pas prêt à gagner », car il ne s'agit pas d'une situation dans laquelle on peut simplement mettre un pied et sentir la température.
« You can't have your three services fighting three separate wars ... It's as simple as that. »
« On ne peut pas avoir trois services qui mènent trois guerres distinctes... C'est aussi simple que cela. »
— Le général John Wilton sur la guerre interarmées.
Le biographe David Horner a décrit John Wilton comme étant « sans doute l'officier de l'armée australienne le plus important et le plus influent de la seconde moitié du XXe siècle ». David Horner le crédite d'avoir contribué de manière significative à l'évolution des forces de défense australiennes grâce à la mise en place d'un commandement et d'un contrôle interarmées. Il a également noté que le prédécesseur de John Wilton au poste de CCOSC, Scherger, avait été promu au grade 4 étoiles après quatre ans dans cette fonction, et Wilton lui-même après deux ans et demi, alors que les successeurs de Wilton ont obtenu leur grade 4 étoiles dès leur entrée en fonction, ce qui témoigne de l'importance croissante de ce poste.
Dès son plus jeune âge, Wilton est considéré comme cérébral et introspectif ; à l'âge adulte, ses collègues lui trouvent un esprit incisif, une grande exigence et peu de goût ou de capacité pour les bavardages,. Son attitude sérieuse lui a valu les surnoms ironiques de "Happy Jack", "Smiling John" et "Sir Jovial", bien qu'il soit capable de gestes réfléchis et d'éclairs d'humour,. Le major général Paul Cullen, membre du conseil militaire de 1964 à 1966 pour l'Armée de réserve australienne, décrit Wilton comme « très rigide, très régulier, très formel, mais un homme agréable ». L'historien Robert O'Neill, spécialiste de la guerre de Corée, affirme que « l'un des aspects les plus remarquables de sa carrière est qu'il a gravi tous les échelons d'une profession hautement compétitive sans jamais jouer pour la galerie ».